# Filip Osselaer
Filip Osselaer (1960) is een Belgisch auteur, theatermaker en journalist. Hij behaalde zijn diploma Germaanse talen aan de Universiteit Gent. 

## Carrière
Osselaer publiceerde in 2019 het boek De man die doodging (vervolgens mosselen bestelde, de rekening vroeg en verdween) over de overleden wielrenner José Manuel Fuente. In 2024 verscheen Het verhaal van Flandria, een boek over de voormalige wielerploeg Flandria.
Naast boeken maakt Osselaer theatervoorstellingen. Zo schreef hij samen met wielrenners Lucien Van Impe en Freddy Maertens een voorstelling over hen. Ook schreef hij samen met Leen Demaré een theatervoorstelling over populair speelgoed uit de jaren 70, die was gebaseerd op Osselaers boek Scoubidou, het boek van de 70's. Het optreden werd als gevolg van de coronacrisis echter kleinschaliger uitgevoerd dan gepland.

## Werken
- Remco Evenepoel Full Gas
- Het verhaal van Flandria[6]
- Goeiemorgen Morgen
- Eddy!
- Hugo Broos (boek)
- De man die doodging
- Scoubidou (boek) samen met Leen Demaré
- Liefdevolle kleuren
- Lucien!
- De Muur van Geraardsbergen[7]
- Freddy!
- De dag dat ik de Tour verloor
- De rivalen van Merckx[8]

## Privéleven
Osselaer is getrouwd en heeft twee kinderen.